# AC30

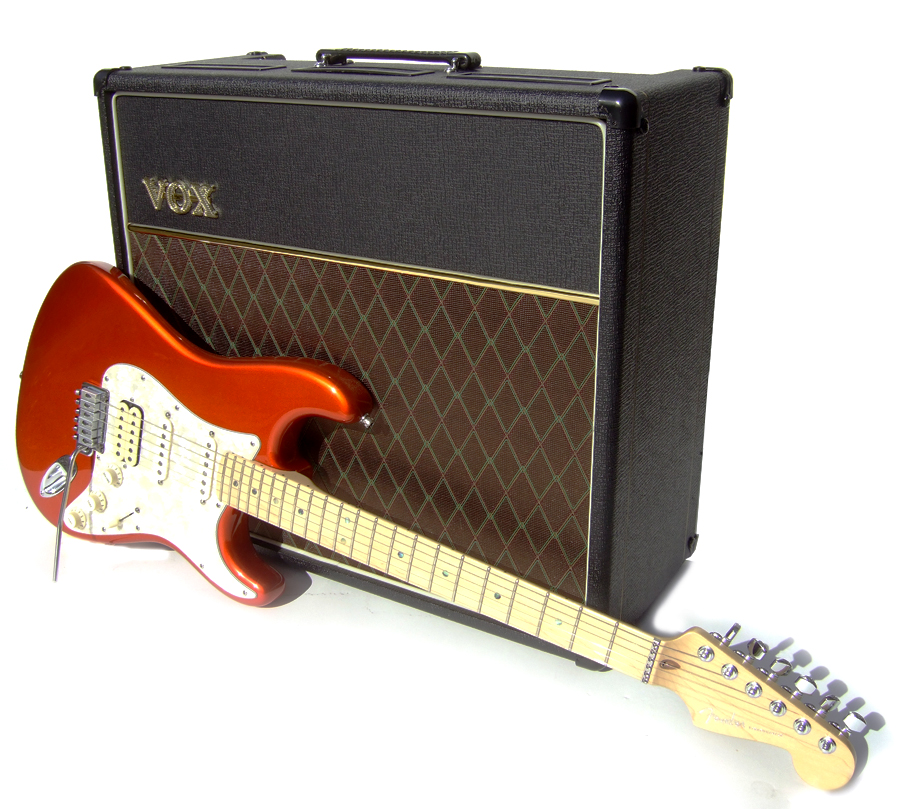
Egy AC30-as erősítő és egy Fender gitár

A Vox AC30 gitárerősítő, amelyet a Vox cég gyárt. Miután 1959-ben a Vox anyagi helyzete – nagyrészt a Fender Twin erősítő sikerének köszönhetően – visszaesett, a cég megtervezte a 30 wattos AC30-as erősítőt. Az AC30-as a Celestion hangszóróival, és később a Vox speciális „Top Boost” áramkörével különleges hangszínt adott a brit invázió együtteseinek: 1964-ben a Kinks ezzel az erősítővel vette fel híres dalát, a „You Really Got Me”-t, valamint a Beatles három gitárosa, George Harrison, John Lennon és Paul McCartney, és a Who frontembere, Pete Townshend is ezt az erősítőt használta. 
Ismertebb AC30-as használók:
- The Edge (U2)
- Brian May (Queen)
- Thom Yorke, Jonny Greenwood és Ed O'Brien (Radiohead)
- Billy Corgan (Smashing Pumpkins)

## Külső hivatkozások
- A Vox weboldala